# حرب أوروغواي
حرب الأوروغواي  أو الغزو البرازيلي عام 1864 (10 أغسطس 1864- 20 فبراير 1865) وهو قتال بين حزب بلانكو الحاكم في الأوروغواي وتحالف يتألف من إمبراطورية البرازيل وحزب كولورادو الأوروغواياني، بدعم سري من الأرجنتين. منذ استقلالها، كانت الأوروغواي قد خربتها صراعات متقطعة بين فصيلتي كولورادو وبلانكو، سعى كل الطرفين في محاولة للاستيلاء على السلطة والحفاظ عليها. بدوره، أطلق زعيم كولورادو فينانسيو فلوريس حملة الحروب الصليبية في عام 1863 ، وهي تمرد يهدف إلى الإطاحة برناردو بيرو، الذي ترأس حكومة كولورادو بلانكو (حركة الانصهار). ساعد فلوريس الأرجنتين، التي زوده رئيسها بارتولومي ميتر بالإمدادات والمتطوعين الأرجنتيني والنقل البحري للقوات.
انهارت حركة الانصهار عندما تخلى كولورادو عن التحالف للانضمام إلى صفوف فلوريس. تصاعدت الحرب الأهلية في الأوروغواي بسرعة، وتطورت إلى أزمة ذات نطاق دولي زعزعت استقرار المنطقة بأسرها. حتى قبل تمرد كولورادو، سعى بلانكو داخل الانصهار إلى تحالف مع ديكتاتور الباراغواي فرانسيسكو سولانو لوبيز. تلقت حكومة بيرو الآن بلانكو المحض دعمًا من الفدراليين الأرجنتينيين الذين عارضوا ميتر وموحديه. تدهور الوضع عندما دخلت إمبراطورية البرازيل إلى النزاع. وما يقرب من خمس سكان الأوروغواي كانوا يعتبرون برازيليين. انضم بعضهم إلى تمرد فلوريس، مدفوعًا بالاستياء من سياسات حكومة بلانكو التي اعتبروها مضرة بمصالحهم. قررت البرازيل في نهاية المطاف التدخل في قضية الأوروغواي لإعادة بناء حدودها الجنوبية وهيمنتها الإقليمية.
في أبريل 1864 ، أرسلت البرازيل الوزير المفوض خوسيه أنطونيو سارايفا للتفاوض مع أتاناسيو أغيري، الذي خلف بيرو في الأوروغواي. قام سارافيا بمحاولة أولية لتسوية الخلاف بين بلانكو وكولورادو . في مواجهة تعنت أغيري فيما يتعلق بمطالب فلوريس، تخلى الدبلوماسي البرازيلي عن هذا الجهد وانحاز إلى جانب كولورادو. في 10 أغسطس 1864 ، بعد رفض إنذار برازيلي، أعلن سراييفا أن الجيش البرازيلي سيبدأ في القيام بأعمال انتقامية. امتنعت البرازيل عن الاعتراف بحالة الحرب الرسمية، ولمدة طويلة، كان النزاع المسلح بين الأوروغواي والبرازيل حربًا غير مُعلنة .
في هجوم مشترك ضد معاقل بلانكو، تقدمت القوات البرازيلية - كولورادو عبر أراضي الأوروغواي، واستولت على بلدة واحدة تلو الأخرى. في النهاية، تم ترك بلانكو معزولة في مونتيفيديو، العاصمة الوطنية. في مواجهة تكللت بالهزيمة، استسلمت حكومة بلانكو في 20 فبراير 1865. كان يمكن اعتبار الحرب القصيرة الأجل نجاحًا رائعًا للمصالح البرازيلية والأرجنتينية، لولا تدخل الباراغواي لدعم بلانكو (مع الهجمات على المقاطعات البرازيلية والأرجنتينية) الذي أدى إلى حرب الباراغواي الطويلة والمُكلِفة.

## الحرب الأهلية في الأوروغواي

منطقة بلاتين في عام 1864. المناطق المظللة هي مناطق متنازع عليها.

### فتنة بلانكو - كولورادو
كانت جمهورية الأوروغواي الشرقية في أمريكا الجنوبية، منذ استقلالها في عام 1828، مضطربة بسبب الصراع بين حزب بلانكو (البيض المُحافظين) وحزب كولورادو (الحُمر الليبراليين). لم تكن أحزابًا سياسية بالمعنى الحديث، بل كانت فصائل انخرطت في تمرد داخلي كلما سيطر الآخر على الحكومة. تم تقسيم الأمة بعمق إلى معسكرات كولورادو وبلانكو. تشكلت هذه المجموعات الحزبية في ثلاثينيات القرن التاسع عشر ونشأت من العلاقات بين الراعي والعميل التي رعاها القادة المحليون في المدن والريف. وبدلاً من الوحدة القائمة على المشاعر القومية المشتركة، كان لكل منها أهداف وولاءات مختلفة مسترشدة بأطرها السياسية المنعزلة.
كانت الأوروغواي ذات كثافة سكانية منخفضة للغاية وحكومة ضعيفة. اضطر المواطنون العاديون بسبب الظروف إلى طلب الحماية من القادة المحليين - أصحاب العقارات الذين كانوا إما كولورادو أو بلانكو والذين استخدموا عمالهم، ومعظمهم من فرسان الغاوتشو، كجيوش خاصة. كانت الحروب الأهلية بين الفصيلين وحشية. أدت التكتيكات القاسية إلى تزايد العزلة بين الجماعات، بما في ذلك الاستيلاء على الأراضي ومصادرة المواشي وعمليات الإعدام. العداء الناجم عن الفظائع، إلى جانب الولاءات العائلية والروابط السياسية، جعلت المصالحة غير واردة. المهاجرون الأوروبيون، الذين جاءوا بأعداد كبيرة خلال النصف الأخير من القرن التاسع عشر، انجذبوا إلى حزب أو آخر ؛ كان لكلا الحزبين جناحان ليبرالي ومحافظ، لذا يمكن التوفيق بين الآراء الاجتماعية والسياسية للقادمين الجدد. أعاقت الكتل المتناحرة تطوير إدارة وطنية مركزية مدعومة على نطاق واسع.

### حملة التحرير الصليبية عام 1863

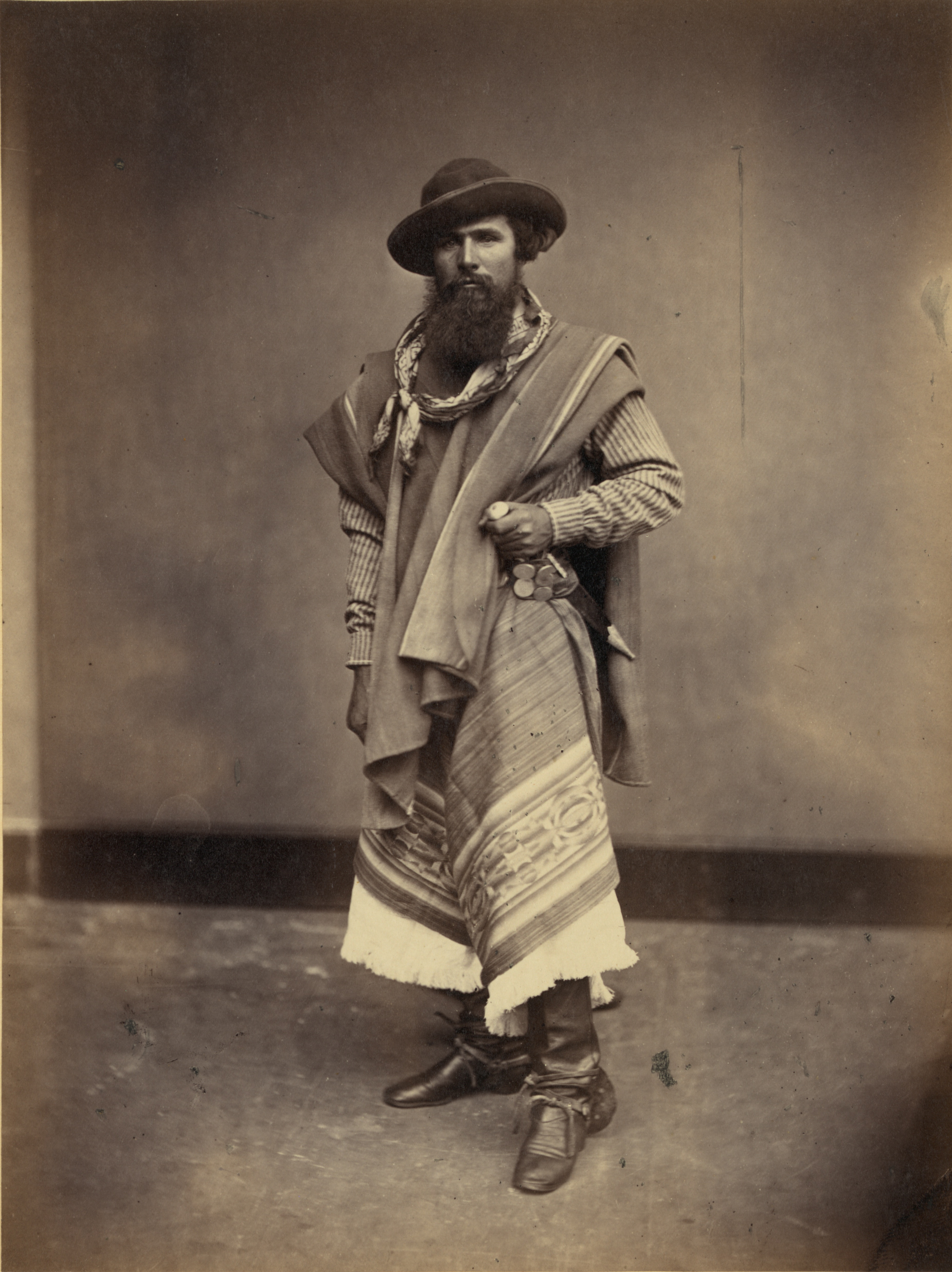
صورة بالحجم الكامل لرجل ملتح يرتدي قبعة واسعة، وحذاء جلدي يمسك بمقبض سكين طويلة بيده اليسرى (تم استخدام فرسان غاوتشو كرجال ميليشيات من قبل قادة منطقة بلاتين)

في النصف الأخير من خمسينيات القرن التاسع عشر، حاول أعضاء بارزون في كولورادو وبلانكو المصالحة. بموافقة العديد من كلا الطرفين، بُذلت جهود لتنفيذ سياسات «الاندماج»، والتي بدأت تظهر نتائجها بالتعاون في المجالات الحكومية والعسكرية.  تعرضت محاولة المعالجة لانقسام ثم لانتكاسة في عام 1858، عندما رفض الرجعيون في حزب كولورادو مُخطط المصالحة. تم إخماد التمرد من قبل جابرييل بيريرا، رئيس كولورادو والأوروغواي السابق في ظل حكومة الانصهار. تم إعدام القادة المتمردين في باسو دي كوينتيروس على طول نهر ريو نيغرو، مما أدى إلى تجدد الصراع. يشتبه بأن كولورادو كان له في الاندماج مع بلانكو بهدف الإضرار بهم ودعوا إلى الانتقام من «شهداء كوينتيروس».
مع الكشف عن نقاط الضعف الداخلية للاندماج، تحرك كولورادو لطرد أنصارها من الحكومة. وجد قائدهم الجنرال فينانسيو فلوريس وهو زعيم ومؤيد مبكر للاندماج، نفسه بدون موارد عسكرية كافية لشن تمرد مستمر ولجأ إلى طلب تدخل الأرجنتين.
كانت الأرجنتين دولة مجزأة (منذ سقوط الدكتاتور الأرجنتيني خوان مانويل دي روساس عام 1852)، حيث يتنافس كل من الاتحاد الأرجنتيني وولاية بوينس آيرس على السيادة. اقترب فلوريس من وزير الحرب في بوينس آيرس ، بارتولومي ميتر ، ووافق على إلقاء دعم كولورادو خلف بوينس آيرس في مقابل المساعدة الأرجنتينية اللاحقة في معركتهم ضد الحكومة الانصهار في مونتيفيديو (عاصمة الأوروغواي). خدم فلوريس ووحدات كولورادو التابعة له بوينس آيرس بعزم شرس. لقد لعبوا دورًا حاسمًا في معركة بافون في 17 سبتمبر 1861، والتي هُزم فيها الاتحاد وأعيد توحيد الأرجنتين بأكملها في ظل الحكومة في بوينس آيرس.
وفاءً بالتزامه، رتب ميتر لميليشيا كولورادو ووحدات المتطوعين الأرجنتينية والإمدادات التي سيتم نقلها على متن سفن أرجنتينية إلى أوروغواي في مايو ويونيو 1863. أبقت سفن البحرية الأرجنتينية الطائرات الحربية الأوروغوايية بعيدًا عن العملية. بالعودة إلى موطنه الأصلي، دعا فلوريس إلى الإطاحة بالحكومة الدستورية، بحلول ذلك الوقت برئاسة برناردو برو. اتهم فلوريس حكومة مونتيفيديو بالتعاطف مع بلانكو وصاغ «حملته الصليبية للتحرير» (كما أسماه تمرده) في مصطلحات مألوفة لصراع كولورادو ضد بلانكو. وانضم كلورادو من المناطق الريفية للمنشقين عن الجيش استجابة لدعوته.

## أزمة دولية

### العلاقات بين الباراغواي وبلانكو

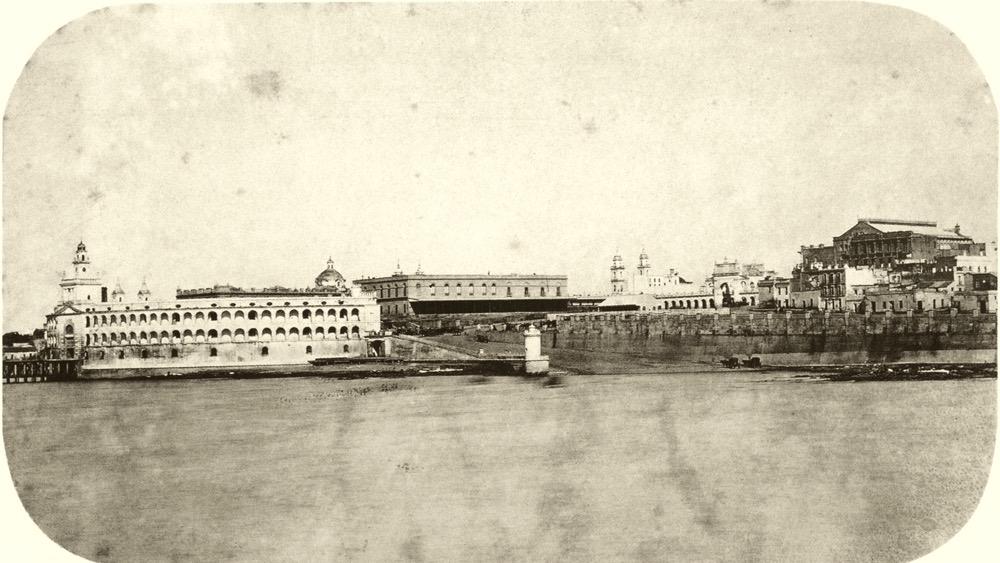
بوينس آيريس ، عاصمة الأرجنتين ، 1864

على الرغم من انقسام كولورادو إلى تمرد فلوريس، استمر الحرس الوطني في دعم الحكومة الاندماجية. ملأ أنصار بلانكو صفوفها المستنزفة. كما حلوا محل ضباط الجيش الذين فروا إلى فلوريس. تلقى بلانكو المساعدة من العديد من الفدراليين الأرجنتينيين الذين انضموا إلى قضيتهم. كما هو الحال في الأوروغواي، كانت الأرجنتين لفترة طويلة ساحة معركة للأحزاب المتنافسة، وكان انتصار بارتولومي ميتر في بافون عام 1861 بمثابة إشارة لانتصار حزبه الموحدين على الحزب الفيدرالي بقيادة خوستو خوسيه دي أوركويزا. نفى ميتر أي تورط له في تمرد فلوريس، على الرغم من أن تواطؤه كان معروفًا على نطاق واسع ويعتبر أمرًا مفروغًا منه.
ساءت العلاقات بين الأرجنتين والأوروغواي، واقتربت الدولتان من إعلان الحرب على بعضهما البعض، على الرغم من أنه لا يمكن لأي منهما تحمل صراع عسكري مباشر. كانت الأرجنتين قد خرجت مؤخرًا من حرب أهلية طويلة، ولا تزال تكافح لقمع تمرد فيدرالي في مقاطعة لاريوخا الغربية. كانت أوروغواي أضعف من أن تنخرط عسكريًا في قتال دون مساعدة.
منذ عام 1862 ، قدم أنصار بلانكو مبادرات متكررة إلى الباراغواي، التي يحكمها الدكتاتور كارلوس أنطونيو لوبيز،  في محاولة لتشكيل تحالف قد يعزز مصالحهم في منطقة بلاتين.عند وفاة لوبيز ، خلفه نجله فرانسيسكو سولانو لوبيز كديكتاتور باراغواي. على عكس لوبيز الأكبر، الذي سعى لتجنب إثقال التحالفات، استقبل سولانو اقتراح أنصار بلانكو بحماس. كان يعتقد أن الأرجنتين كانت تعمل من أجل ضم كل من أوروغواي وباراغواي ، بهدف إعادة إنشاء نائب الملك لريو دي لا بلاتا، المستعمرة الإسبانية السابقة التي كانت تضم في يوم من الأيام أراضي الدول الثلاث. أعرب سولانو لوبيز، منذ عام 1855 ، عن هذا القلق ، وعلق على الأوروغواي أندريس لاماس أن «فكرة إعادة بناء [نائب الملك القديم] هي في روح الأرجنتينيين ؛ ونتيجة لذلك، ليست باراغواي وحدها تحتاج إلى حماية: بلدك، الجمهورية الشرقية [أوروغواي]، بحاجة إلى التوافق مع بلدي من أجل الاستعداد لأي احتمالات». في أواخر عام 1863 ، كان سولانو لوبيز يحشد جيشه وكان يجري محادثات مع أوركويزا، زعيم الفدراليين الأرجنتينيين المنشقين، لإقناعه بالانضمام إلى التحالف المقترح بين باراغواي وأوروغواي.

### البرازيل والحرب الأهلية

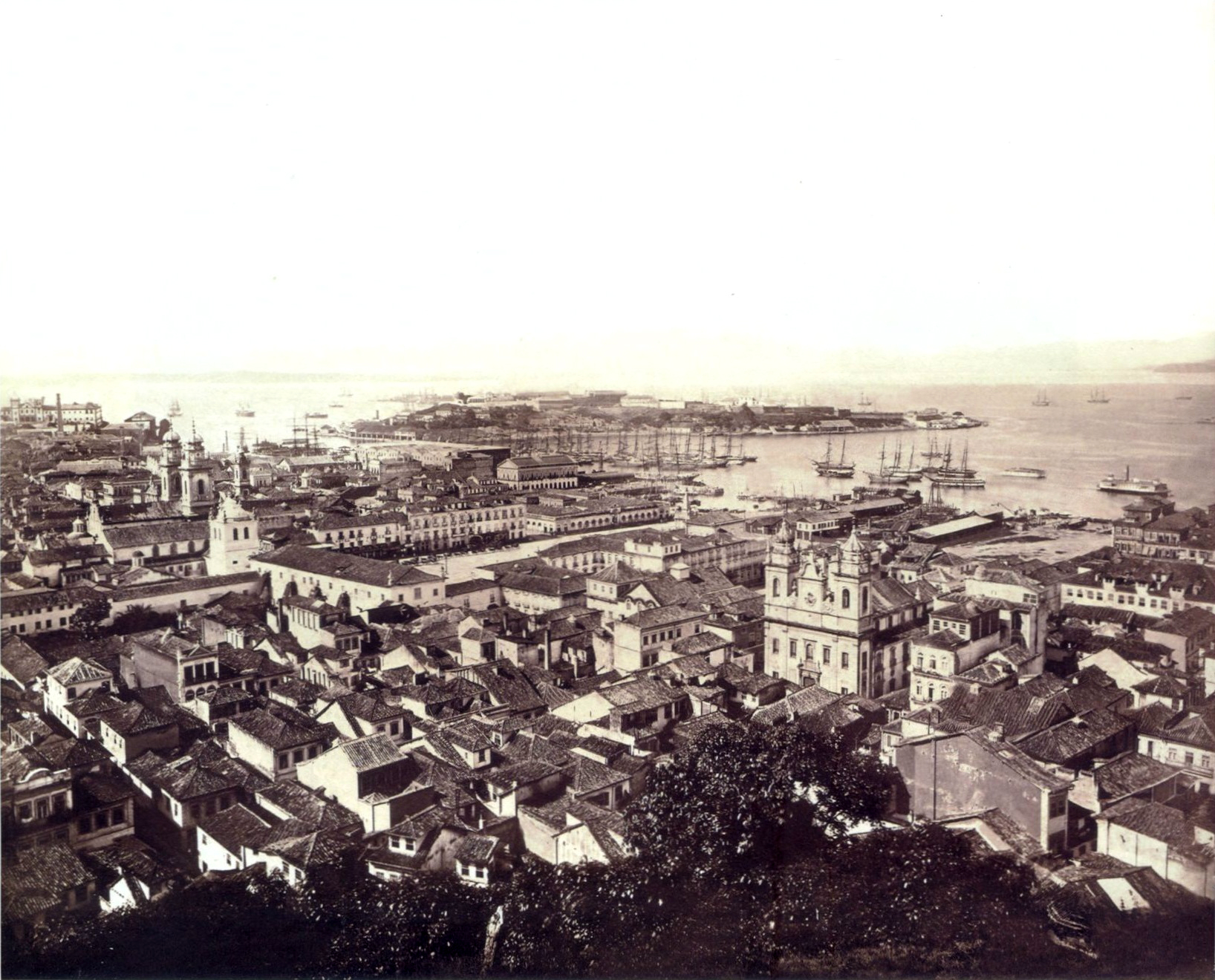
ريو دي جانيرو، عاصمة إمبراطورية البرازيل، 1865

تمت مراقبة التطورات في الأوروغواي عن كثب من قبل إمبراطورية البرازيل، التي كان لها مصالح حيوية في حوض ريو دي لا بلاتا. بعد سقوط روساس عام 1852، أصبحت البرازيل القوة الإقليمية المهيمنة. تضمنت سياستها الخارجية الاكتتاب السري لأحزاب المعارضة في الأوروغواي والأرجنتين، ومنع الحكومات القوية التي قد تهدد موقع البرازيل الاستراتيجي في المنطقة. كما كان للشركات المصرفية والتجارية البرازيلية مشاريع في المنطقة، مما عزز العلاقات داخل المنطقة. في الأوروغواي، أصبح البنك الذي يديره إيرينو إيفانجليستا دي سوزا (بارون ولاحقًا فيكونت أوف ماوا) مُنخرطًا بشكل كبير في المؤسسات التجارية لدرجة أن الاقتصاد اعتمد على هذا المصدر لاستمرار تدفق رأس المال.
حوالي 18 بالمائة (40.000) من سكان أوروغواي (220.000) يتحدثون البرتغالية ويعتبرون أنفسهم برازيليين وليس أوروغوايانيين. كان العديد من البرازيليين في صفوف فلوريس، وبعضهم ينحدر من مقاطعة ريو غراندي دو سول البرازيلية المجاورة. غالبًا ما كانت الحياة على طول الحدود بين ريو غراندي دو سول والأوروغواي فوضوية، حيث اندلعت الأعمال العدائية بين أنصار مختلف بارونات الماشية وسرقة الماشية والقتل العشوائي. لطالما كان كبار ملاك الأراضي على جانبي الحدود معاديين لسياسات برو. حاول رئيس أوروغواي فرض ضرائب على الماشية القادمة من ريو غراندي دو سول وفرض قيود على استخدام العبيد البرازيليين داخل أراضي أوروغواي ؛ كانت العبودية محظورة منذ سنوات في أوروغواي.
كان من بين بارونات الأراضي البرازيليين ديفيد كانابارو وأنتونيو دي سوزا نيتو، وكلاهما حليفان لفلوريس والمتمردين الانفصاليين السابقين خلال حرب الراغامافن التي دمرت ريو غراندي دو سول من عام 1835 حتى عام 1845. ضلل كانابارو، قائد عسكري على الحدود ، حكومة البرازيل بإنكاره أن البرازيليين كانوا يعبرون الحدود للانضمام إلى فلوريس. ذهب سوزا نيتو إلى العاصمة البرازيلية لطلب التدخل الحكومي الفوري في الأوروغواي، مدعية أن برازيليين قُتلوا ونهب مزارعهم. قال المؤرخ فيليب راين إن «حقيقة أن مواطني أوروغواي لديهم ادعاءات صحيحة ضد البرازيل مثلهم مثل البرازيليين ضد أوروغواي تم تجاهلها». على الرغم من أن سوزا نيتو كان له علاقات مع الحزب السياسي الحاكم، إلا أن ادعاءاته، بما في ذلك أنه يمكن أن يجمع قوة قوامها 40 ألفًا لغزو أوروغواي، لم تؤخذ على محمل الجد من قبل الجميع. وصلت أزمة الأوروغواي إلى لحظة صعبة بالنسبة للبرازيل، التي كانت على وشك خوض حرب شاملة مع الإمبراطورية البريطانية لأسباب غير ذات صلة. قررت حكومة البرازيل التدخل في الأوروغواي، خشية إظهار أي ضعف في مواجهة صراع وشيك مع بريطانيا، وتعتقد أنه سيكون من الأفضل للحكومة المركزية أن تتولى زمام المبادرة بدلاً من السماح لمربي الماشية البرازيليين على الحدود باتخاذ قرار بشأن مسار الأحداث.

## ارتباطات مبكرة

### الإنذار البرازيلي

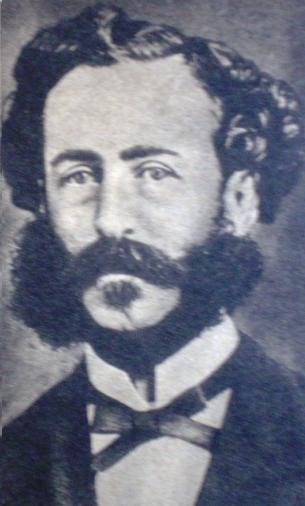
روفينو دي إليزالدي

في 1 مارس 1864 ، انتهت ولاية برو. حالت الحرب الأهلية المستمرة دون إجراء الانتخابات. لذلك حل أتاناسيو أغيري، رئيس مجلس الشيوخ الأوروغوياني وعضو في أمابولاس (الجناح الراديكالي لحزب بلانكو) محل برو، على أساس مؤقت. في أبريل / نيسان ، تم تعيين خوسيه أنطونيو سارايفا وزيراً مفوضاً من قبل الحكومة البرازيلية وكلف بالتوصل بسرعة إلى اتفاق من شأنه تسوية مطالبات البرازيل وضمان سلامة المواطنين البرازيليين. سرعان ما تحول تركيزه من تلبية شروط البرازيل إلى هدف أكثر إلحاحًا يتمثل في إبرام صفقة بين الخصوم في الحرب الأهلية ، مع توقع أن نظامًا أكثر استقرارًا فقط هو الذي سيكون قادرًا على التوصل إلى تسوية مع البرازيل.
كانت الحكومة في مونتيفيديو مترددة في البداية في النظر في مقترحات ساريفا. وبدعم من باراغواي ، لم تجد أي فائدة تذكر في التفاوض على الاقتراب من الحرب الأهلية أو في السعي إلى الامتثال لمطالب البرازيل. العامل الرئيسي ، كما لخص المؤرخ جيفري دي نيدل ، هو أن «رئيس أوروغواي لم يكن راغبًا في حل هذه المشكلات ، خاصة وأن البرازيليين الذين كانت شكاويهم محل النزاع هم حلفاء فينانسيو فلوريس ، وهو عميل للأرجنتينيين ، ورجل كان يسعى إلى الإطاحة به». أدى العداء المتبادل بين البرازيل وجيرانها من أصل إسباني إلى تفاقم الصعوبات ، نتيجة لعدم الثقة والتنافس طويل الأمد بين إسبانيا والبرتغال والتي انتقلت إلى مستعمراتهم الأمريكية السابقة. أظهرت البرازيل وأوروغواي اشمئزازهما من بعضهما البعض ؛ كما قال روبرت بونتين كنينجهام غراهام: «البرازيليون يعتبرون الأوروغواي متوحشين متعطشين للدماء ، ويعيد الأوروغوايانيون ازدرائهم للطرق غير الحربية للبرازيليين ، الذين أطلقوا عليهم اسم القرود ، والنظر إليهم بازدراء ، بسبب دمائهم المختلطة».
في نهاية المطاف ، في يوليو 1864 ، دفعت دبلوماسية سرايفا المستمرة حكومة أوروغواي للموافقة على توسط المحادثات بما في ذلك إدوارد ثورنتون (الوزير البريطاني المقيم في بوينس آيرس) ووزير الخارجية الأرجنتيني روفينو دي إليزالدي وسارايفا نفسه. في البداية ، بدت المفاوضات واعدة ، لكنها سرعان ما تعثرت. في 4 أغسطس ، مقتنعًا بأن الحكومة في مونتيفيديو لم تكن راغبة في العمل نحو تسوية ، وجه سرايفا المحبط إنذارًا أخيرًا رفضه الأوروغواي. في 10 أغسطس ، أبلغ سرايفا أغيري أن القادة العسكريين البرازيليين سيتلقون أوامر بالبدء في الانتقام ، إيذانًا ببدء الحرب.

### تحالف مع ثوار كولورادو
بأوامر من نائب الأدميرال يواكيم ماركيز ليسبوا (بارون تامانداري)، تمركز أسطول برازيلي في المياه الإقليمية للأوروغواي. تتألف القوة البحرية من اثنتي عشرة باخرة: فرقاطة وست طرادات وخمسة زوارق حربية. في 11 أغسطس 1864 ، تلقى تامانداري، بصفته القائد العام للقوات البحرية والبرية البرازيلية في الحرب، أوامر من سرايفا لبدء عمليات انتقامية. تم نشر السفن الحربية البرازيلية في مدن الأوروغواي سالتو وبايساندو ومالدونادو، ظاهريًا «لحماية الرعايا البرازيليين»، بينما تم تحييد السفن الحربية في الأوروغواي، والتي كان عددها أثنان فقط. عندما طالب تامانداري ببقاء هذه البواخر في أرصفتها ، امتثل طاقم سفينة واحدة  فقط. وهاجمت الطرادات البرازيلية السفينة الهاربة، وأثناء محاولتها مرة أخرى الهروب إلى الأرجنتين. انتهت المعركة عندما جنحت بالقرب من بايساندو، حيث أضرم طاقمها النيران بداخلها لمنعها وقوعها في أيدي البرازيليين. وفي الوقت نفسه، تم بيع السفينة الأخرى لمنع البرازيليين من الاستيلاء عليها.
بالنسبة إلى فلوريس، مثلت العمليات العسكرية البرازيلية ضد حكومة بلانكو فرصة لا تُقدّر بثمن، لأنه لم يكن قادرًا على تحقيق أي نتائج دائمة خلال التمرد. دخل في محادثات مع سرايفا، وفاز بالحكومة البرازيلية، بعد أن وعد بتسوية مطالبهم التي رفضتها حكومة بلانكو. أعطى الوزير المفوض البرازيلي تعليمات إلى تامانداري لتشكيل هجوم مشترك مع زعيم كولورادو والإطاحة ببلانكو. في 20 أكتوبر ، بعد تبادل سريع للرسائل، شكل فلوريس ونائب الأدميرال البرازيلي تحالفًا سريًا.

## هجوم كولورادو والبرازيل المُشترك

### حصار مُدن الأوروغواي

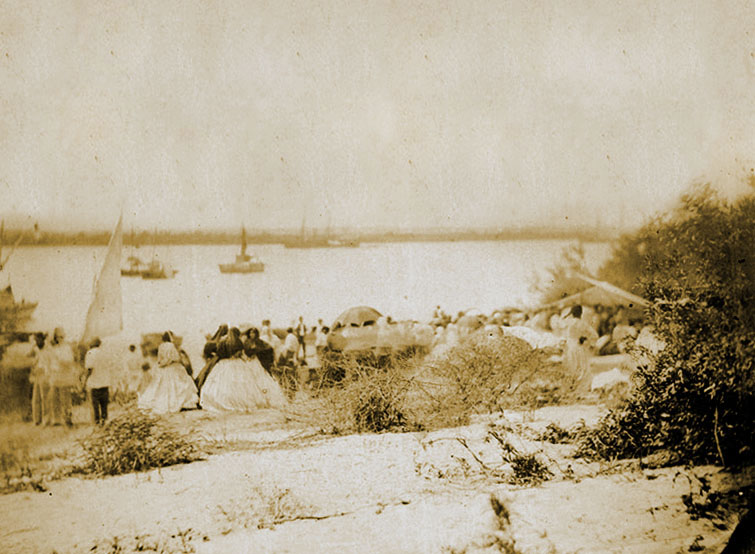
مدنيون غادروا بايساندو أثناء الحصار ، 1864

كان من المُفترض أن يعمل الأسطول البحري البرازيلي في الأوروغواي بالاشتراك مع قوة برية برازيلية. لكن مرت أشهر، وما زال «جيش الجنوب» (المُسمى «قسم المراقبة» حتى الإنذار النهائي) المُتمركز في بيراي غراندي (في ريو غراندي دو سول) غير مُستعد للعبور إلى أراضي الأوروغواي. وكانت أهدافها الرئيسية احتلال مدن بايساندو وسالتو وميلو في الأوروغواي ؛ بمجرد أخذهم ، كان من المقرر تسليمهم إلى فلوريس و كولورادو.
في 12 أكتوبر ، انفصل لواء بقيادة العميد خوسيه لويس مينا باريتو عن الجيش الرئيسي. بعد يومين، بالقرب من بلدة جاغواراو البرازيلية، غزت القوة دائرة سيرو لارجو في الأوروغواي. بعد فشل المناوشات في وقف مسيرتهم، تخلى بلانكو عن ميلو، ودخل اللواء العاصمة سيرو لارجو دون المعارضة، في 16 أكتوبر. بعد تسليم السيطرة لكولورادو على ميلو، انسحب البرازيليون في 24 أكتوبر، للانضمام إلى جيش الجنوب. الهدف البرازيلي التالي كان سالتو. أرسل بيريرا بينتو زورقين حربيين تحت قيادة الملازم أول يواكيم خوسيه بينتو لمحاصرة المدينة. في 24 نوفمبر ، وصل فلوريس مع قواته وبدأوا الحصار. استسلم العقيد خوسيه بالوميك ، قائد حامية الأوروغواي، تقريبًا دون إطلاق رصاصة واحدة، بعد ظهر يوم 28 نوفمبر / تشرين الثاني. أسر جيش فلوريس ودمج أربع قطع مدفعية و 250 رجلاً ؛ 300 من كولورادو و 150 برازيلي تركوا وراءهم احتلال سالتو.
بايساندو، كانت الهدف البرازيلي الأخير، كان بالفعل تحت حصار بيريرا بينتو. تامانداري، الذي كان في بوينس آيرس حتى هذه اللحظة، تولى مسؤولية الحصار في 3 ديسمبر. تم فرضه بواسطة طراد واحد وأربعة زوارق حربية. حُصّن بايساندو من قبل 1274 رجلاً و 15 مدفعًا ، تحت قيادة العقيد لياندرو غوميز. قاد فلوريس، الذي جاء من سالتو، قوة قوامها 3000 رجل، معظمهم من سلاح الفرسان. رفض جوميز عرض الاستسلام. من 6 ديسمبر حتى 8 ديسمبر، قام البرازيليون وأنصار كولورادو بمحاولات لاقتحام المدينة، والتقدم في الشوارع ، لكنهم لم يتمكنوا من الاستيلاء عليها. اختار تامانداري وفلوريس انتظار حتى وصول جيش الجنوب. في هذه الأثناء، أرسل أغيري لجنرال خوان سا 3000 رجل وأربعة مدافع لتخفيف عن المدينة المُحاصرة ، مما أجبر البرازيليين وكولورادو على رفع الحصار لفترة وجيزة أثناء التعامل مع هذا التهديد الجديد. تخلى خوان سا عن تقدمه قبل مواجهة قوة العدو، وهرب شمال ريو نيغرو.

### جيش الجنوب في بايساندو

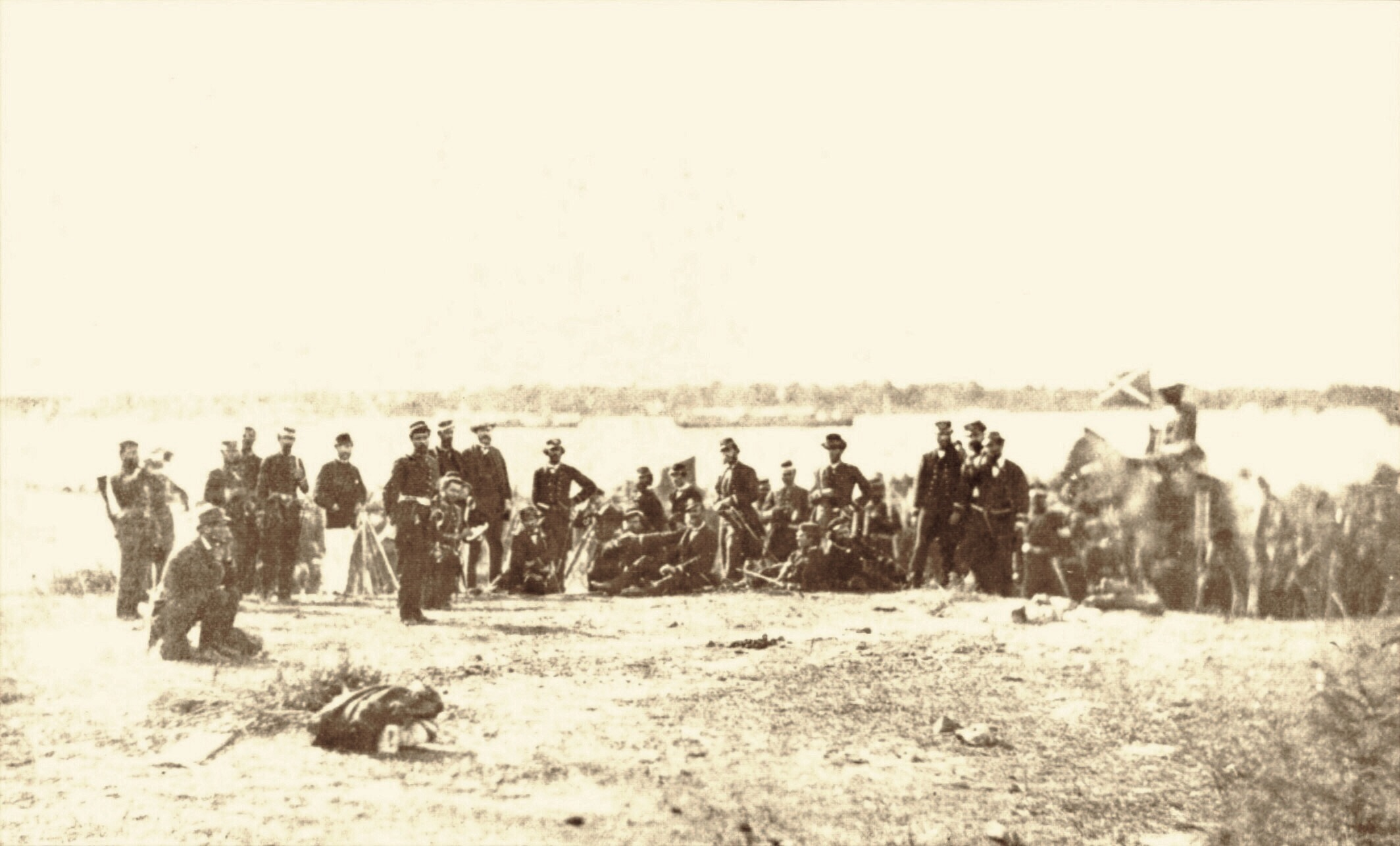
القوات البحرية والجيش البرازيلية أثناء حصار بايساندو ، 1865

وبدلاً من استعراض القوة الذي قصدته الحكومة البرازيلية، كشفت الحرب عن افتقار الإمبراطورية إلى الاستعداد العسكري. كان جيش الجنوب، المُتمركز في بيراي غراندي، بقيادة المشير جواو بروبيسيو مينا باريتو (لاحقًا بارون ساو غابرييل) مع فرقتين. تم تشكيل الفرقة الأولى، بقيادة العميد مانويل لويس أوسوريو (لاحقًا ماركيز إرفال)، من قبل وحدات الجيش النظامي. الفرقة الثانية، بقيادة العميد خوسيه لويس مينا باريتو (الذي عاد منذ ذلك الحين من هجومه على ميلو)، كانت تتألف بالكامل من الحرس الوطني. إجمالاً ، بلغ عددهم 5711 رجلاً فقط - جميعهم (باستثناء بعض الضباط) من ريو غراندي دو سول. كان الجيش ضعيف التجهيز لعمليات الحصار: لم يجلب معه مهندسين (من يستطيع توجيه بناء الخنادق) ؛ كانت غير مجهزة، وتفتقر إلى الفؤوس (ضرورية لقطع الأسوار، وكسر الأبواب، والجدران) ؛ ومدافعها الـ 12 كانت من عيارات صغيرة غير مناسبة لمهاجمة التحصينات.
وصل المشير الميداني جواو بروبيسيو مينا باريتو إلى بايساندو في 29 ديسمبر مع لواءين مشاة وفوج مدفعية واحد تحت قيادة المقدم إميل لويس ماليت (لاحقًا بارون إيتابيفي). أقام سلاح الفرسان التابع لجيش الجنوب معسكره على بعد بضعة كيلومترات. في هذه الأثناء، قطع جوميز رأس أربعين من الكولورادو وخمسة عشر سجينًا برازيليًا و «علق رؤوسهم التي لا تزال تقطر فوق خنادقه أمام مرأى ومَسمع من مواطنيهم». في 31 ديسمبر ، استأنف البرازيليون وكولورادو هجومهم واجتازوا دفاعات المدينة، بعد صراع مرير، في 2 يناير 1865. استولى البرازيليون على جوميز وسلموه إلى كولورادو. أطلق العقيد غريغوريو «جويو» سواريز النار على جوميز وثلاثة من ضُباطه. وفقًا لـ ويغام، «لم تكن تصرفات سواريز غير متوقعة حقًا، حيث وقع العديد من أفراد عائلته المباشرين ضحية غضب جوميز على كولورادو».

## استسلام بلانكو
في 12 نوفمبر 1864 ، قبل حصار بايساندو، استولى ديكتاتور باراغواي سولانو لوبيز على الباخرة البرازيلية ماركيز دي أوليندا ، لتبدأ حرب الباراغواي. بينما عبر جيش الجنوب الأوروغواي مُتجهًا نحو بايساندو، أرسلت الحكومة البرازيلية خوسيه ماريا دا سيلفا بارانهوس (لاحقًا فيكونت ريو برانكو) ليحل محل سارايفا. وصل إلى العاصمة الأرجنتينية بوينس آيرس في 2 ديسمبر وبعد بضعة أيام سعى لتحالف رسمي مع ميتر ضد بلانكو. رفض الرئيس الأرجنتيني، وأصر على أنه لا هو ولا حكومته لهما أي دور في تمرد فلوريس، وأن الأرجنتين ستبقى على الحياد. في 26 ديسمبر، غزا الباراغوايون مقاطعة ماتو غروسو البرازيلية ، ودمروا المدن والريف.
مع تدهور الوضع، حشدت الحكومة البرازيلية وحدات الجيش من مناطق أخرى من الإمبراطورية. في 1 يناير 1865 ، نزل لواء واحد (يتألف من كتيبتين مشاة وكتيبة مدفعية واحدة) مع 1700 رجل من مقاطعة ريو دي جانيرو البرازيلية واحتلال بلدة فراي بينتوس في الأوروغواي. التقى بارانهوس مع تامانداري وفلوريس في فراي بينتوس وقرروا شن هجوم مُشترك ضد مونتيفيديو. كان من الواضح أن الباراغواي سيستغرق وقتًا طويلاً للوصول إلى الأوروغواي ولن تأتي أي مساعدة من أوركويزا والفدراليين الأرجنتينيين. على نحو متزايد ، كان أغيري يأمل في أن تتدخل القوى الأجنبية، ولكن في 11 يناير، سأل السلك الدبلوماسي في مونتيفيديو عما إذا كانوا سيقدمون المساعدة العسكرية له ولحكومته، لم يستجب أي منهم بشكل إيجابي. أبحر جواو بروبيسيو مينا باريتو من فراي بينتوس في 14 يناير مع المشاة البرازيليين مُتجهين للهبوط بالقرب من مصب نهر سانتا لوسيا بالقرب من مونتيفيديو. في الطريق، اُحتلت بلدة كولونيا ديل ساكرامنتو في الأوروغواي وحصّنت بـ 50 جنديًا.
تم وضع سلاح الفرسان والمدفعية تحت قيادة أوسوريو وذهبوا براً. التقيا جواو بروبيسيو مينا باريتو والمشاة في مكان هبوطهم. من هناك، سار جيش الجنوب الموحد نحو مونتيفيديو. في 31 يناير ، حاصرت كلاً من البرازيل والكولورادو عاصمة الأوروغواي. في غضون ذلك ، في 19 يناير، حاول بارانهوس توضيح طبيعة العمليات البرازيلية ضد بلانكو. أصدر مذكرات إلى السلك الدبلوماسي الأجنبي في بوينس آيرس مُعلناً وجود حالة حرب بين البرازيل والأوروغواي. حتى ذلك الحين، لم يكن هناك إعلان رسمي للحرب، وكانت العمليات العسكرية للإمبراطورية في الأوروغواي منذ أغسطس 1864 مجرد «عمليات انتقامية» - وهو مُصطلح غامض استخدمته الدبلوماسية البرازيلية مُنذ الإنذار.

### الهدنة

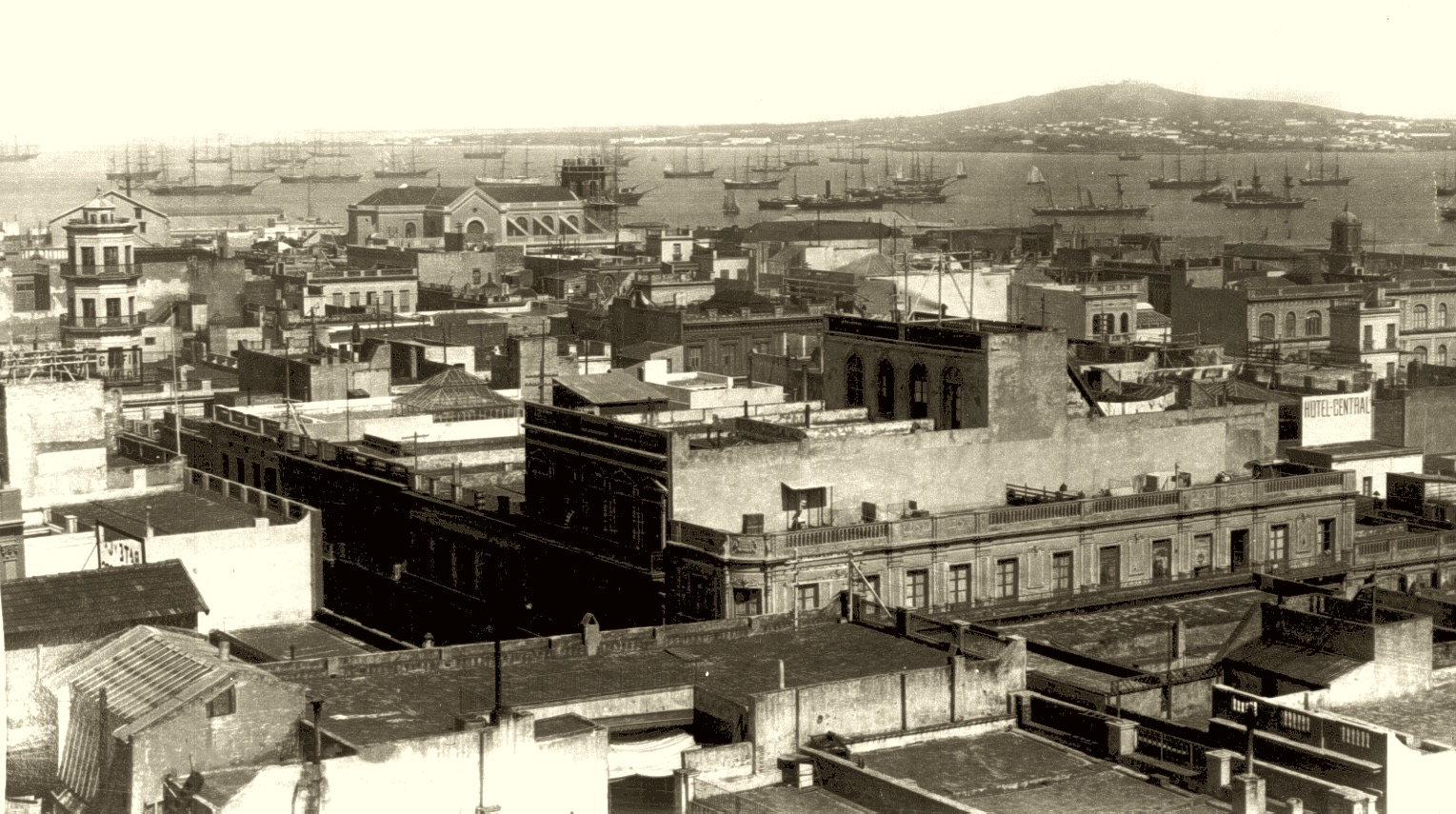
مونتيفيديو ، عاصمة أوروغواي، 1865

في محاولة لصرف انتباه البرازيل عن حصار العاصمة، أمرت حكومة بلانكو «جيش طليعة جمهورية الأوروغواي» ، المؤلف من 1500 رجل تحت قيادة الجنرال باسيليو مونيوز ، بغزو الأراضي البرازيلية. في 27 يناير 1865 ، عبر مونيوز الحدود وتبادل إطلاق النار مع 500 من الفرسان من وحدات الحرس الوطني البرازيلي. انسحب البرازيليون إلى بلدة جاغواراو ، حيث انضم إليهم 90 جنديًا من المشاة أيضًا من الحرس الوطني، وقاموا ببناء الخنادق على عجل. كانت هناك أيضًا مركبتان بخاريتان صغيرتان وسفينة كبيرة أخرى، كل واحدة مجهزة بقطعة مدفعية واحدة، لحماية جاكواراو. هاجم جيش بلانكو البلدة في معركة جاغواراو، لكن تم صدهم. فرض مونيوز حصارًا قصيرًا وطلب من العقيد مانويل بيريرا فارغاس (قائد الحامية البرازيلية) الاستسلام، لكن دون جدوى. في الساعات الأولى من يوم 28 يناير ، انسحب مونيوز مع رجاله نحو الأوروغواي، ونهب الممتلكات وأخذ جميع العبيد الذين يمكن أن يجدوهم.
في 2 فبراير ، أعلن تامانداري للدبلوماسيين الأجانب أن مونتيفيديو كانت تحت الحصار. تم الدفاع عن عاصمة الأوروغواي من قبل ما بين 3500 و 4000 رجل مسلح مع خبرة قتالية قليلة أو معدومة و 40 قطعة مدفعية من عيارات مختلفة. في 16 فبراير ، تم تعزيز جيش الجنوب من خلال 1،228 رجلًا من الكتيبة الثامنة من Caçadores (القناصة) الذين وصلوا من مقاطعة باهيا البرازيلية ، ليرتفع عددهم إلى 8116. كان سوزا نيتو و الغاوتشو قد انفصلوا عن القوة الرئيسية قبل أسابيع لملاحقة مونيوز وجيشه. تم إجلاء الرعايا البريطانيين والفرنسيين إلى بوينس آيرس. «النزوح العام للأجانب الذي أعقب ذلك تسبب في شعور من بقوا في مونتيفيديو بالرعب لأول مرة. واتفق الجميع على أنه لا يمكن تأجيل هجوم واسع النطاق على المدينة». ومع ذلك ، لم يكن بارانهوس ولا حكومته على استعداد للمُخاطرة بتدمير مونتيفيديو ومواجهة الصرخة الحتمية من الدول الأخرى التي ستتبعها.
في 15 فبراير، انتهت فترة ولاية أغيري. ضد رغبات أمابولاس، تم انتخاب المُعتدل توماس فيلالبا من قبل مجلس الشيوخ ليحل محل أغيري. هبطت القوات الفرنسية والإيطالية والإسبانية في مونتيفيديو بناءً على طلب فيلالبا لثني البلانكو الراديكالي عن محاولة الانقلاب لاستعادة السلطة. دخل فيلالبا في محادثات مع فلوريس وبارانهوس. مع الوزير المقيم الإيطالي رافاييل أوليس باربولاني الذي عمل كوسيط ، تم التوصل إلى اتفاق. وقع فلوريس ومانويل هيريرا إي أوبيس (يمثلان حكومة فيلالبا) اتفاق سلام في 20 فبراير في فيلا دي لا أونيون. تم منح عفو عام لكل من بلانكو وكولورادو، وسلم فيلالبا الرئاسة إلى فلوريس على أساس مؤقت حتى إجراء الانتخابات.

## تداعيات الحرب
في أوائل مارس ، قام فلوريس بتجميع خزانة مؤلفة بالكامل من كولورادو، من بينهم شقيق بلانكو لياندرو غوميز. قام رئيس أوروغواي الجديد بتطهير الإدارات الحكومية من الموظفين الذين لديهم جمعيات الانصهار أو بلانكو. تمت تصفية جميع ضباط بلانكو والمُجندين من الجيش واستبدالهم الموالون من كولورادو والبرازيليين الذين بقوا مع فلوريس طوال الصراع. تمجد الاحتفالات العامة كولورادو، وأقيم نصب تذكاري «شهداء كوينتيروس». تكاليف حملة التحرير الصليبية غير معروفة. وبلغت خسائر فلوريس نحو 450 قتيلاً وجريحاً. لا توجد تقديرات لعدد المدنيين الذين لقوا حتفهم بسبب المجاعة والمرض، ولا يُعرف مقدار الضرر الذي لحق بالاقتصاد الوطني. لم تحظ آثار حرب الأوروغواي باهتمام كبير من المؤرخين، الذين انجذبوا للتركيز على الدمار الهائل الذي عانت منه الباراغواي في حرب الباراغواي اللاحقة.

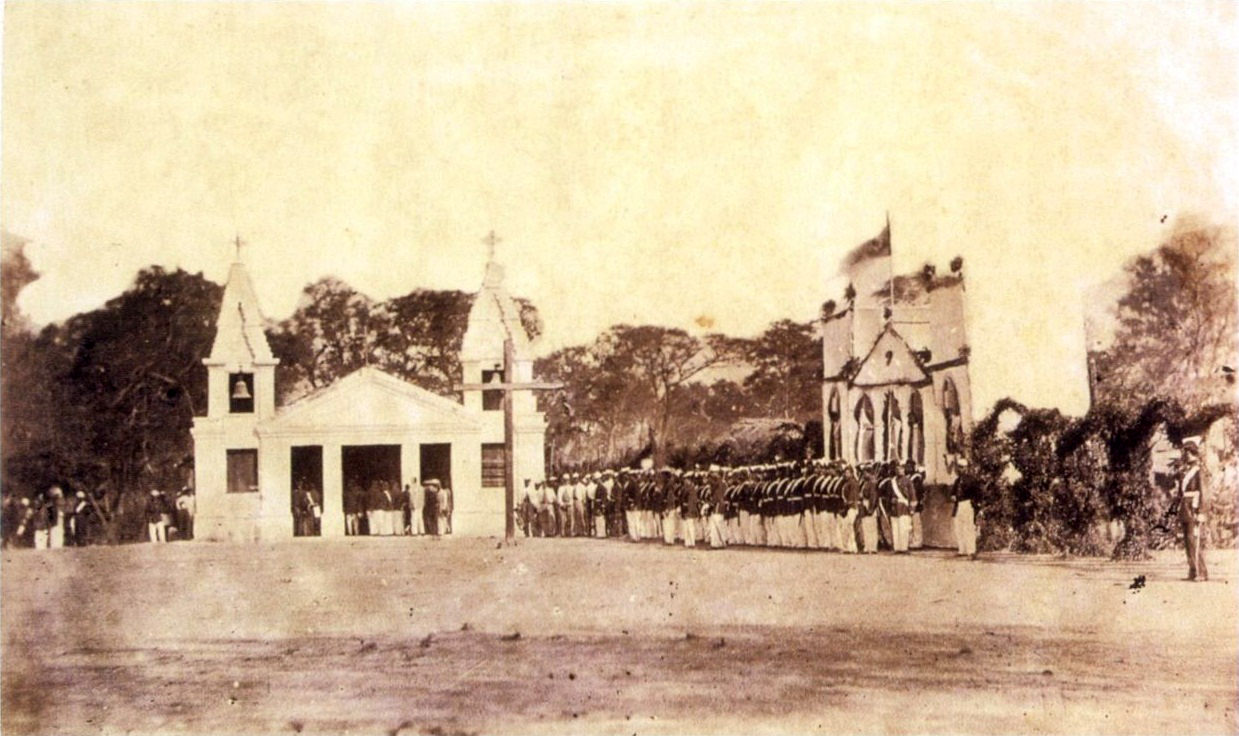
القوات البرازيلية في ريو غراندي دو سول تتجه نحو الجبهة ، 1865

جلب بيريرا بينتو أخبار نهاية الحرب وقوبلت بفرح في ريو دي جانيرو. وجد الإمبراطور البرازيلي بيدرو الثاني نفسه مغمورًا في طريق حشد من الآلاف في الشوارع وسط الهتافات. لكن سرعان ما تغير الرأي العام نحو الأسوأ، عندما بدأت الصُحف في نشر قصص تصور اتفاق 20 فبراير / شباط باعتباره ضارًا بالمصالح البرازيلية، وهو الأمر الذي ألقي باللوم فيه على مجلس الوزراء. دعم فيكونت تامانداري ومينا باريتو (الآن بارون ساو غابرييل) اتفاق السلام. غير تامانداري رأيه بعد فترة وجيزة ولعب دوراً في الادعاءات. استخدم الإمبراطور وحكومة بارانهوس (عضو في حزب معارض) كبش فداء، وتم استدعاؤه في وصمة عار لعاصمة الإمبراطورية. تظهر الأحداث اللاحقة أن الاتهام لا أساس له من الصحة. لم يقتصر الأمر على تمكن بارانهوس من تسوية جميع المطالبات البرازيلية، ولكن من خلال تجنب وفاة الآلاف، اكتسب حليفًا راغبًا وممتنًا لأوروغواي، وليس حليفًا مريبًا وممتعضًا - قدم للبرازيل قاعدة مهمة للعمليات خلال الحرب مع الباراغواي التي أعقبت ذلك.
جلب الفوز نتائج متباينة للبرازيل والأرجنتين. كما توقعت الحكومة البرازيلية، كان الصراع قصير الأمد وسهل نسبيًا مما أدى إلى تنصيب حكومة صديقة في الأوروغواي. وشملت التقديرات الرسمية 549 ضحية في ساحة المعركة (109 قتلى و 439 جرحى وفقد واحد) من البحرية والجيش وعدد غير معروف من الذين لقوا حتفهم بسبب المرض. وقدر المؤرخ خوسيه برناردينو بورمان العدد الإجمالي بـ 616 (204 قتلى و 411 جريحًا و 1 مفقود). كانت الحرب ستُعتبر نجاحًا بارزًا للبرازيل، لولا عواقبها الوخيمة. وبدلاً من إظهار قوتها ، كشفت البرازيل عن ضعف عسكري سعت الباراغواي الجريئة إلى استغلاله. من وجهة نظر الأرجنتين، أحبطت نتيجة الحرب معظم توقعات بارتولومي متر. لقد نجح في جلب صديقه وحليفه إلى السلطة، لكن الحد الأدنى من المُخاطرة والتكلفة للأرجنتين التي تصوّرها في البداية كانا وهميًا. أشعل هجوم الباراغواي الناتج عن ذلك على المقاطعات البرازيلية والأرجنتينية حرب الباراغواي الطويلة والمدمرة.

## قائمة المراجع
- Barroso, Gustavo (1935). História Militar do Brasil (بالبرتغالية). São Paulo: Companhia Editora Nacional.
- Bethell، Leslie (1985). The Cambridge History of Latin America. Cambridge: Cambridge University Press. ج. 3. ISBN:0-521-23224-4.
- Bormann, José Bernardino (1907). A Campanha do Uruguay (1864–65) (بالبرتغالية). Rio de Janeiro: Imprensa Nacional. Archived from the original on 2021-03-08.
- Box، Pelham Horton (1930). The Origins of the Paraguayan War. Urbana, IL: University of Illinois Studies in the Social Sciences.
- Carvalho, José Murilo de (2007). D. Pedro II: Ser ou Não Ser (بالبرتغالية). São Paulo: Companhia das Letras. ISBN:978-85-359-0969-2.
- Costa, Wilma Peres (1996). A Espada de Dâmocles: o Exército, a Guerra do Paraguai e a Crise do Império (بالبرتغالية). São Paulo: HUCITEC. ISBN:85-271-0245-5.
- Golin, Tau (2004). A Fronteira (بالبرتغالية). Porto Alegre: L&PM. Vol. 2. ISBN:978-85-254-1438-0.
- Graham، Robert Bontine Cunninghame (1933). Portrait of a Dictator. London: William Heinemann.
- Hooker، Terry D. (2008). The Paraguayan War. Nottingham: Foundry Books. ISBN:978-1-901543-15-5.
- Kraay، Hendrik؛ Whigham، Thomas L. (2004). I Die with My Country: Perspectives on the Paraguayan War, 1864–1870. Dexter, Michigan: Thomson-Shore. ISBN:978-0-8032-2762-0.
- Leuchars، Chris (2002). To the Bitter End: Paraguay and the War of the Triple Alliance. Westport, Connecticut: Greenwood Press. ISBN:0-313-32365-8.
- Maia, Prado (1975). A Marinha de Guerra do Brasil na Colônia e no Império (بالبرتغالية) (2 ed.). Rio de Janeiro: Cátedra.
- Munro، Dana Gardner (1960). The Latin American Republics: A History (ط. 3). New York: Appleton-Century-Crofts.
- Needell، Jeffrey D. (2006). The Party of Order: the Conservatives, the State, and Slavery in the Brazilian Monarchy, 1831–1871. Stanford, California: Stanford University Press. ISBN:978-0-8047-5369-2.
- Osório, Joaquim Luís; Osório, Fernando Luís (1915). História do General Osório (بالبرتغالية). Pelotas: Tipografia do Diário Popular. Vol. 1.
- Raine، Philip (1956). Paraguay. New Brunswick, New Jersey: Scarecrow Press.
- Schneider, Louis (2009). A Guerra da Tríplice Aliança Contra o Paraguai (بالبرتغالية). Porto Alegre: Pradense. ISBN:978-85-89072-13-7.
- Silva, Alfredo Pretextato Maciel da (1906b). Os Generais do Exército Brasileiro de 1822 a 1889: Traços Biográficos (بالبرتغالية). Rio de Janeiro: M. Orosco & C. Vol. 2.
- Tasso Fragoso, Augusto (2009). História da Guerra entre a Tríplice Aliança e o Paraguai (بالبرتغالية) (3 ed.). Rio de Janeiro: Biblioteca do Exército. Vol. 1.
- Williams، Mary Wilhelmine (1937). Dom Pedro the Magnanimous, Second Emperor of Brazil. Chapel Hill, North Carolina: University of North Carolina Press.
- Whigham، Thomas L. (2002). The Paraguayan War: Causes and Early Conduct. Lincoln, Nebraska: University of Nebraska Press. ج. 1. ISBN:978-0-8032-4786-4.